# گوشوو
گوشوو (به لاتین: Goszów) یک روستا در لهستان است که در گمینا سترونگه شلانسکیه واقع شده‌است. گوشوو ۵۴۰ متر بالاتر از سطح دریا واقع شده‌است.